# 映画学
映画学（えいががく、英語: cinema studies, film studies）は大学・大学院や専門学校などにおいて映画について学び研究する学問のひとつである。大きくは制作分野と理論分野に分けることができる。なお、名称が映画学、であってもテレビ、ビデオ、写真を並列的カリキュラムとして設置している教育機関が多い。

## 概要
過去、フィルム（Film）は主に科学的研究分野であった。なぜなら映画以前に（現在のような）動画の存在はなく「動く写真」はあくまで科学の応用において発明された産物であったからである。しかし今日、映画学は芸術学、もしくは社会学の枠に分類されることが多く、カリキュラムによってその教授法は多岐に渡る。概して芸術学に分類される映画学は主に実技の習得を目的とする制作分野である場合が多く、社会学に分類される映画学は主に映画の社会的・経済的影響を映画理論・映画史と絡み合わせることによって学術的に論じていく理論分野である場合が多い。制作カリキュラムが存在する場合は必ず映画理論・映画史の分野も同じ教育機関内で取り扱う場合が多く、両者は並列的に学ばれる。一方、映画理論・映画史などの理論分野のカリキュラムが設置されていても制作分野を取り扱っていないことは多々ある。
上記の理由と、映画制作を学ぶための十分な機材調達の難しさ、それを教授するインストラクターの少なさなどから、一般的に両方を学べる教育機関の映画学カリキュラムが一方に対して優れていると考察される。
また、芸術学的映画学、社会学的映画学共に他の映像メディア（テレビ、ビデオ）、写真を平行して学ばれることが多く。「映画学部」と名を掲げる学門であっても「テレビ・ビデオ制作科」などが存在している。
なお、UCLAなどの巨大映画研究教育機関においては芸術学的、社会学的アプローチのみならず、科学的アプローチも積極的に実践しており、古映画のデジタル復元などで大きな成果を挙げている。

## 芸術学的映画学・制作領域

### 撮影

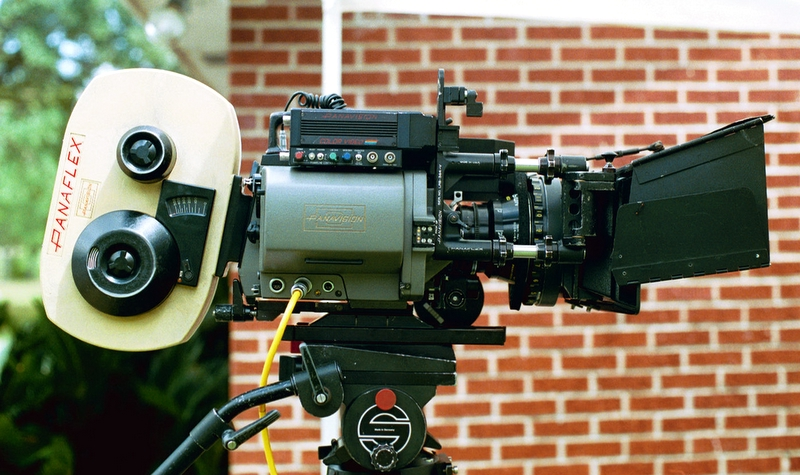
映画用カメラ

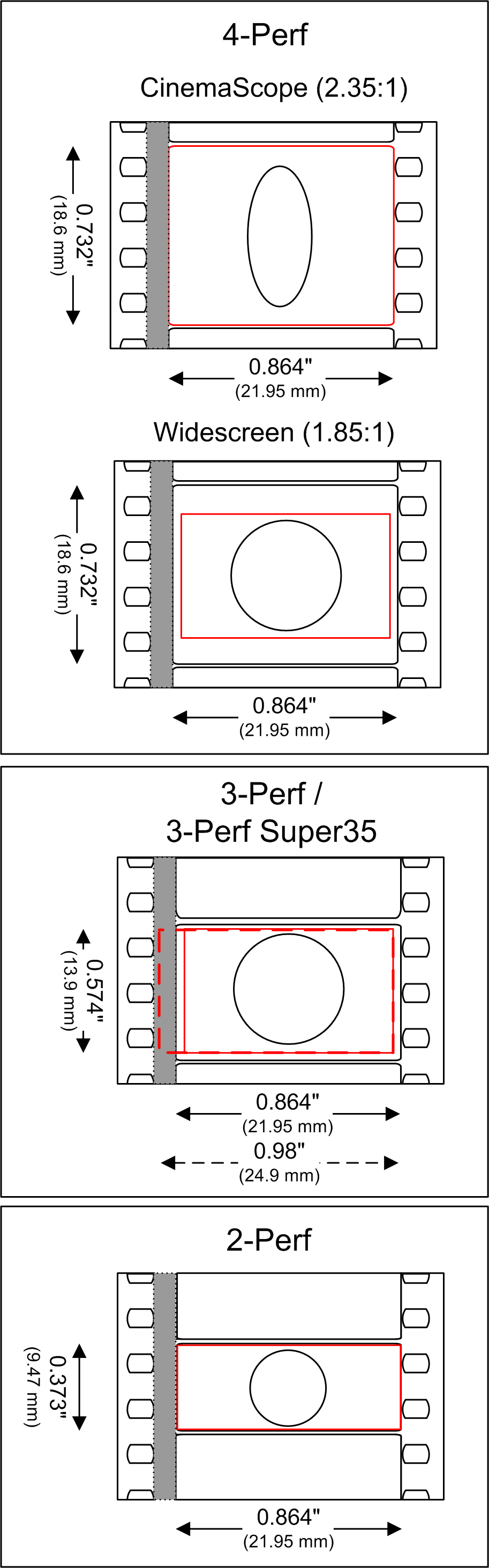
35mmフィルムとパーフォレーションの種類

撮影は映画学を学ぶ者にとって最も中心となる領域であることは間違いなくフィルム撮影、ビデオ撮影からアニメーション、コンピュータを使用したデジタル映像の制作まで広く学ばれる。
本来、映画と定義されるものはフィルムを使用して記録された情報の映像であるが、フィルムカメラやフィルム自体のその高額な値段と、高度な技術・環境を必要とする性質、編集においての手間などから、現在は練習用としてデジタルビデオカメラが使用される場合が非常に多い。特に撮影のイントロダクトリー・コースなどでは顕著でフィルム撮影は経験値として扱われるに過ぎない。しかし映画本来の意義を保つという目的、フィルム独特の映像感覚を養い研究するという目的においてアドバンス・コースや研究者の間では今も尚フィルム撮影での教授・研究が盛んに行われている。なお、フィルム撮影に使われるフィルムサイズはそのコストから8か16ミリが多く、35ミリで撮影されることは経験を積んだ学生・研究者を中心に行われる。
一方デジタルビデオカメラによるビデオ撮影が時間的にも経済的にも効率的な理由として、初歩的な取り扱いに高度な技術を必要としない、失敗しても削除を繰り返すことができる、音声を同時録音できる、カメラ本体のコストがフィルムカメラに比べ安価、コンピュータで意のままに編集が可能などである。このような利点があり、なおかつ映画撮影の基本「フレーミング」を学ぶことが可能なため多くの研究教育機関で重宝されている。フィルム撮影、ビデオ撮影で照明の使用方法は異なる場合が多いが照明技術も平行的に学ばれる。

### 編集
撮影と並んで最も重要な分野の一つであり、多くの研究者や学生が一番時間を費やす作業工程でもある。大規模な撮影（金額的にも時間的にも人力的にも）を行えないアマチュアの製作者にとって作品の質を大きく左右させる要で、多かれ少なかれ編集の技術や才能が作品の完成度に影響を及ぼす。
コンピュータを使用した編集ではFinal Cut Studioを中心にAdobe After Effectsなどを取り入れセミプロレベルの技術の習得を目指している機関が多く、製作分野をカリキュラムに持つ教育機関は概ね映像編集専用のスタジオやコンピュータラボを用意している。
フィルムの編集は教育機関によりまちまちであり、ハリウッド映画でも使用されているような高度な編集機を備えている場合もあれば、セロテープとハサミを用いて昔ながらの方法で行う場合もある。

### 監督
実際、教育機関で映画を学び研究しその撮影に重きを置く場合、映画監督は自分自身となる場合が多く、プロの映画撮影のように数百人というメンバーを連れて撮影を行う場合はまずない。基本的にプロでない人間は各領域に専門化はされていないので監督・編集・撮影は一人でこなす能力が必要となる。なお、監督領域を重点的に学ぶ場合は全ての領域に明るいことが要求され、なおかつ撮影メンバーを集める人望も欠かせないものとなる。
米国の映画教育研究科を設置する大学・大学院などでは学生を各領域に分類した上でグループを組ませ、それぞれの役割分担があったうえでアマチュア・フィルムを撮影するという教授法も見られる。

### 脚本
脚本は映画学のみに分類される分野ではなく文学的、社会学的なアプローチがされるが映画学で取り扱う脚本は直接的に映画撮影に関連したものである場合が多くアマチュア・フィルム用に書かれる短編が大半を占めるといってもよい。
脚本の制作に関してはドキュメンタリー、物語共にそのストラクチャーから撮影方法などにおけるディスクリプションを含み教授・研究される。また制作をする人間が監督・編集と共に脚本を自ら書きあげ撮影に臨むという形が教育機関で行われる。
また、実験映画の制作に取り掛かる場合、そのディスクリプションは脚本とは呼ばれない場合が多い。

### 写真
写真は動画ではないが映画学と平行して学ばれることが多く、その利点として（動画ではないにせよ）フィルムを使用した練習・研究が安価に可能なこと、被写体を捕らえるフレーミングを学べることにある。今日ではデジタルカメラの発達と、その編集の多様性、そして容易さから教育機関が取り扱うことも見られる。

### 映写
今日の映写方法は完全に機械に依存した形となり、完全デジタル映画（スター・ウォーズなど）も出回り始めたことにより、以前に比べ現場における映写技師の重要性は減ったと言わざるを得ない。現在、映写技術は主に研究機関において古映画の再現、復元などを目的として研究されている。

## 社会学的映画学・理論領域

### 映画社会学
映画と、その周囲の介在する社会の動向・影響に焦点を当てた分野であり、主に経済、歴史などと絡み合わせられる場合が多い。
映画経済学は映像メディアの経済的な影響、また映画・テレビなどの製作にあたっての経営学的アプローチも見られ、制作者的観点というよりはむしろプロデューサ的観点で研究されることが多く、映画の輸出入、制作会社の経済的強さなど映画・映像メディアを全体的に包括する。
また社会学的歴史と映画の制作方法・内容を照らし合わせることによって両者の関連性を見出す研究は盛んに行われている他、国籍による制作観点の多様性、映画によるプロパガンダ、暴力、性的描写と社会の関連性なども論じられる。また、例えばアルジェリア独立戦争を社会学的（歴史・政治など）に学ぶ場合に映画「アルジェの戦い」(1966年イタリア)などの映画が参考資料とされるなど、映画が一般的な社会学的理解をサポートする場合もある。

### 映画理論
撮影・監督・編集作業において映画・動画の科学的システム、心理的効果、基本的な映画用語、その原理を学ぶことでより深い実践を可能にし制作のレベルを上げる一環として講義・実技を織り交ぜて教授・研究される。映画理論は社会学的にも芸術学的にも取り扱われる分野であるが制作を行う人間にとっての映画理論はいかに実際の製作現場にその知識を持ち込むか、映画鑑賞をした時、理論的に製作者のテクニックを見抜き自分の作品に応用するかという実践的な視点で行われるため社会学的アプローチとは微妙に異なることがある。

### 映画史
映画の歴史とその発展を学ぶことで映像メディアに関して深い知識を身に付け、その動向を学び研究する。

### 映画評論
プロ・アマ問わず映画作品の出来を評価する分野。評価の対象はさまざまであり撮影技術、（ノンフィクションやドキュメンタリーであれば）脚本の忠実性、俳優の演技力など。評論は最終的に映画祭などに通じる領域となる。

## 大学・専門学校出身者

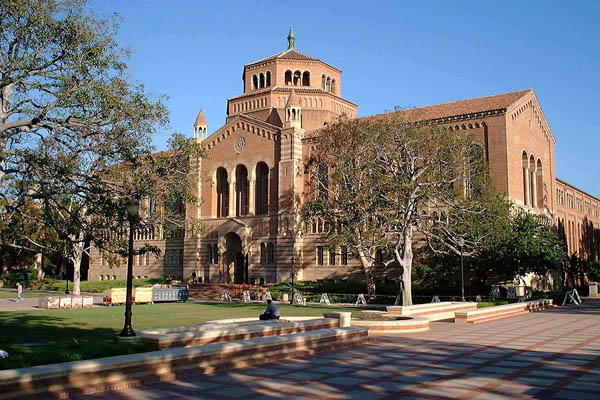
米国カリフォルニア大学ロサンゼルス校

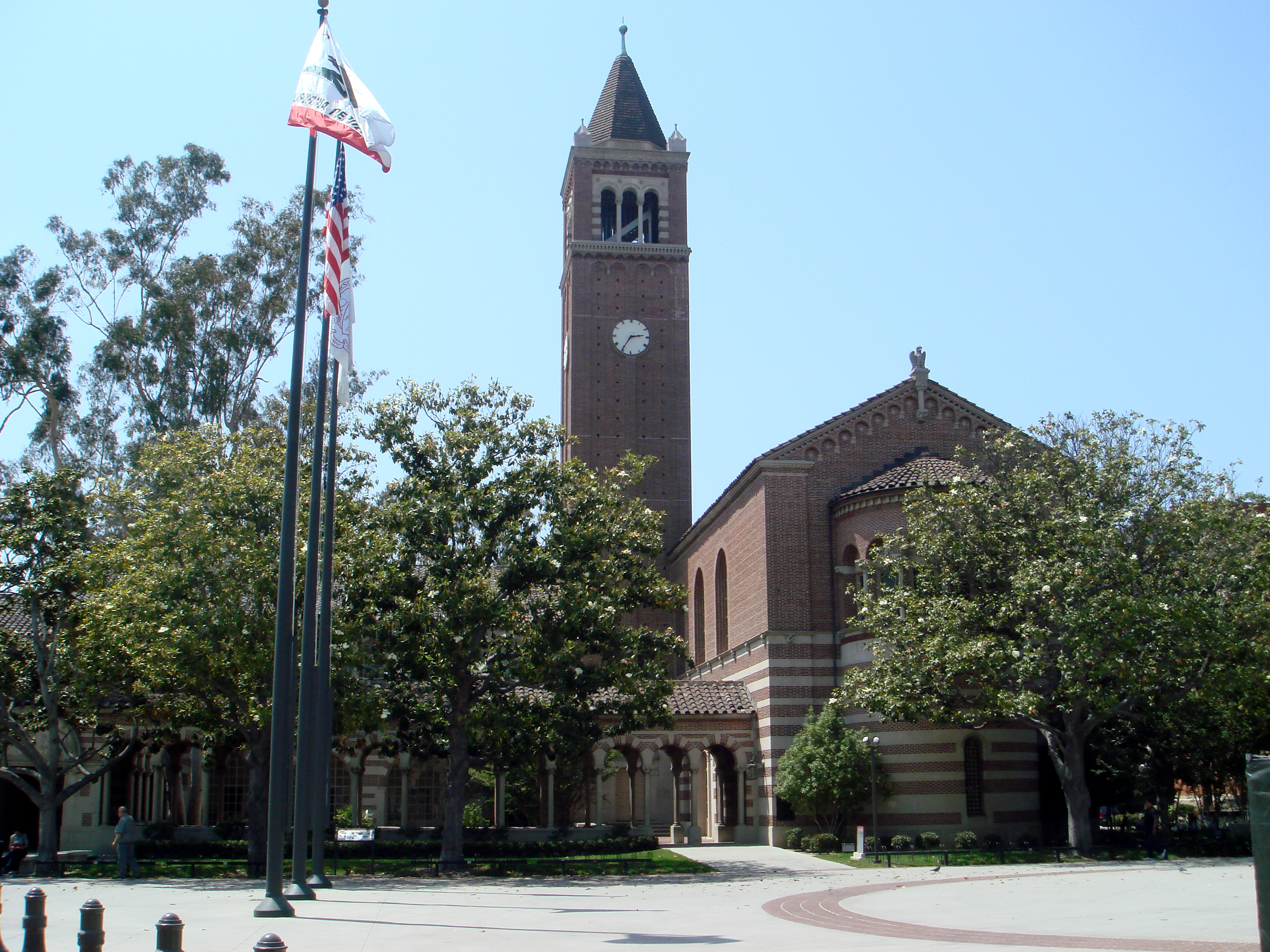
米国南カリフォルニア大学

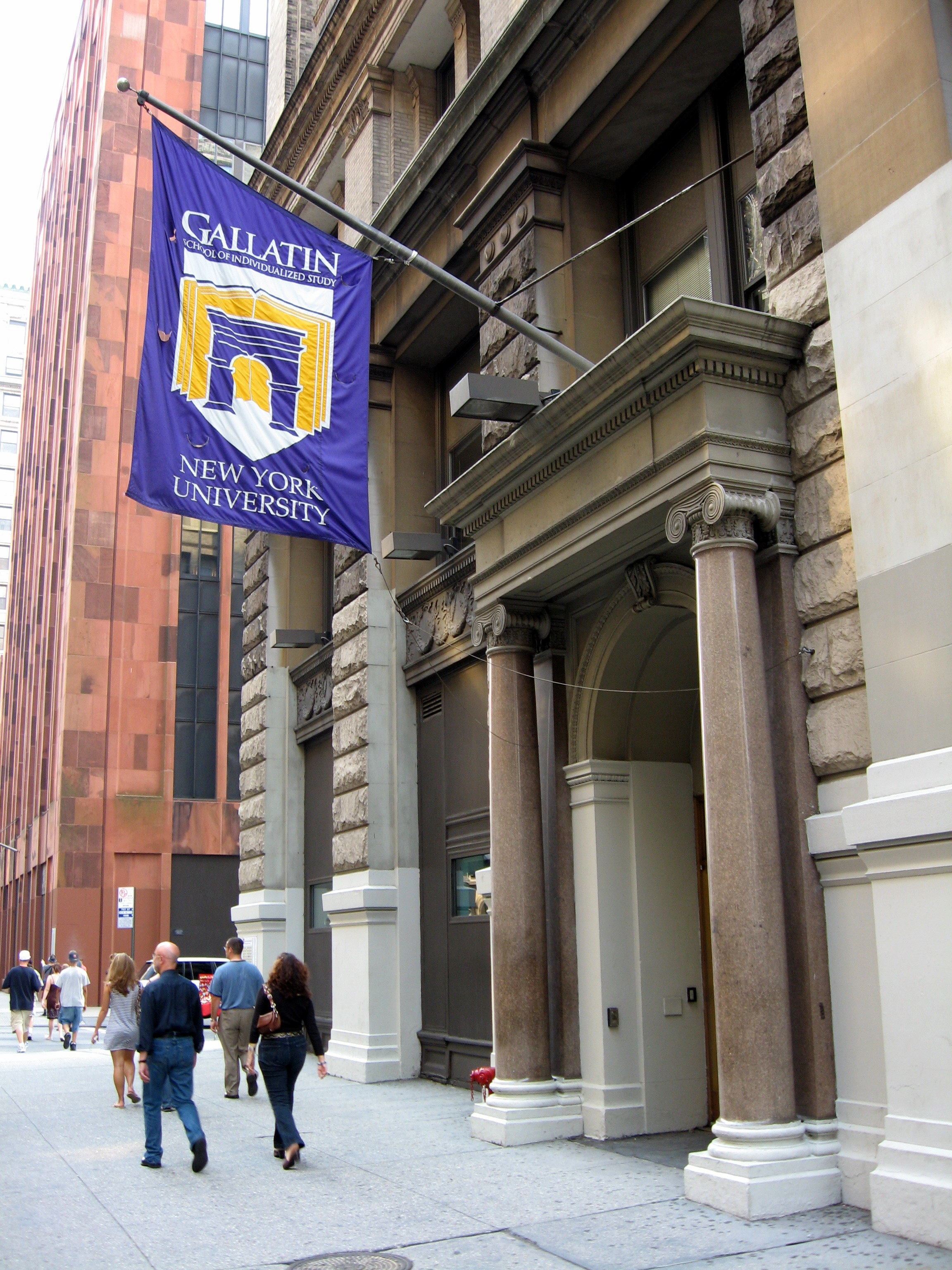
ニューヨーク大学

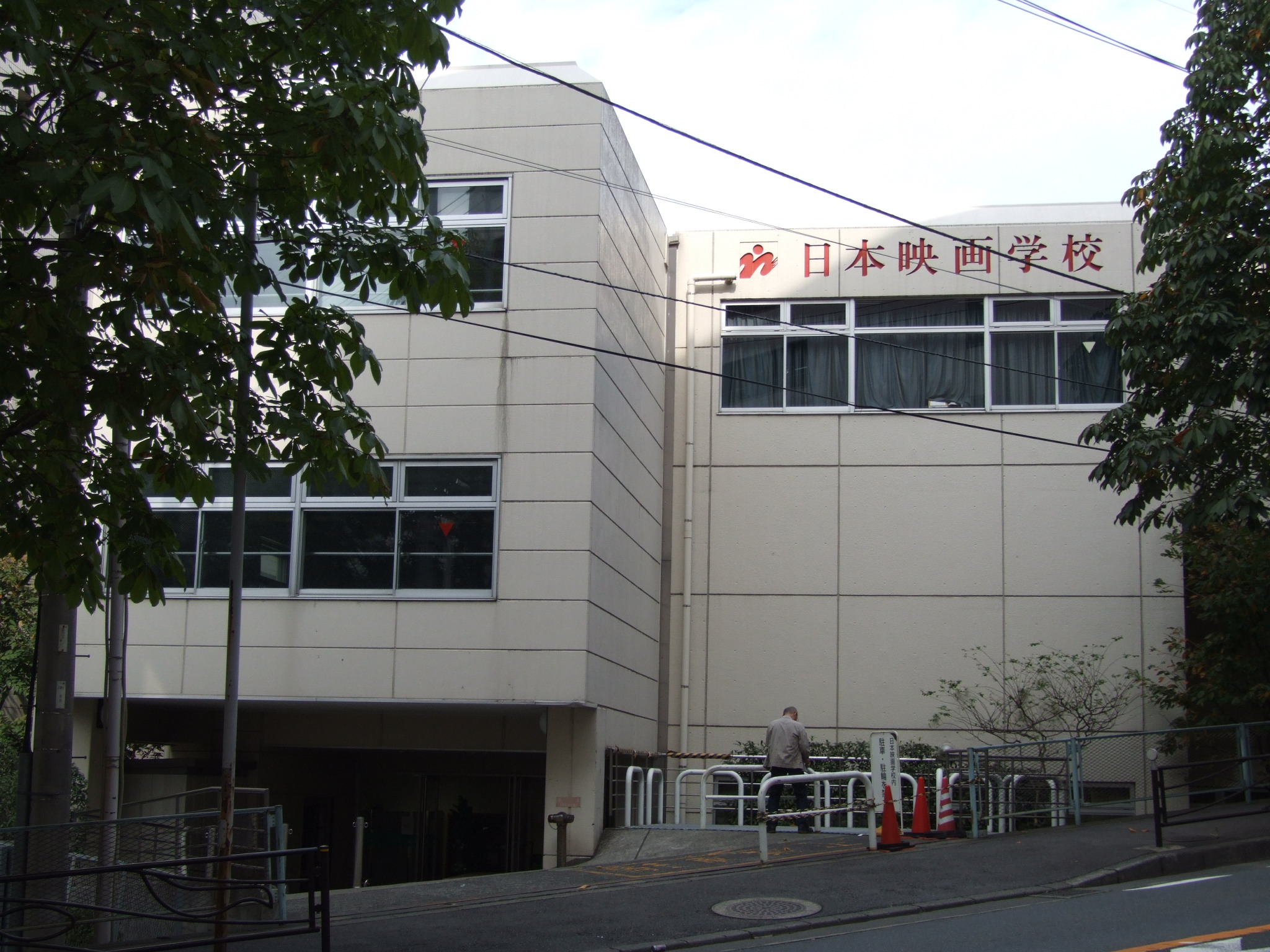
日本映画学校(東京都)

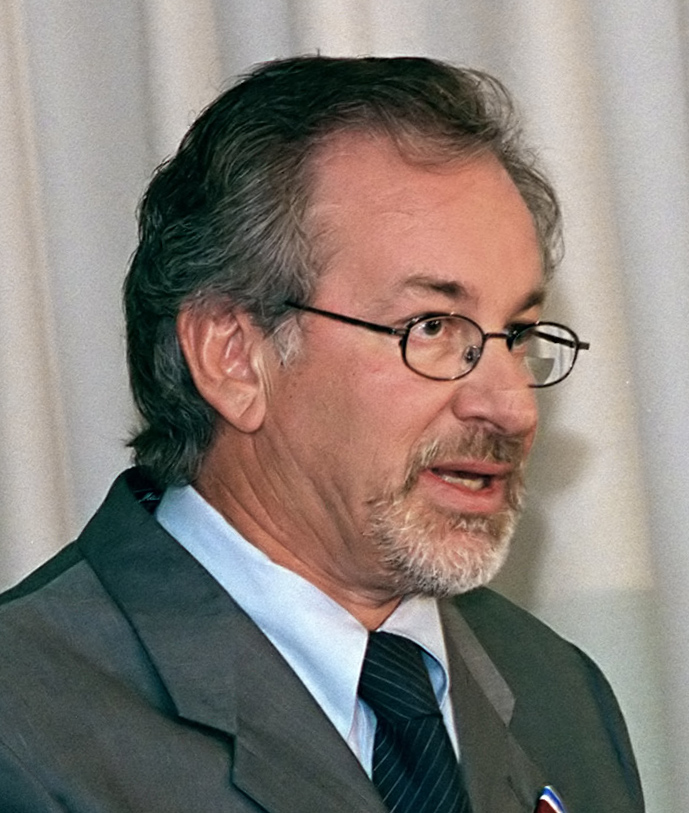
スティーヴン・スピルバーグ監督：南カリフォルニア大学に入学を拒否されカリフォルニア大学ロングビーチ校に通った

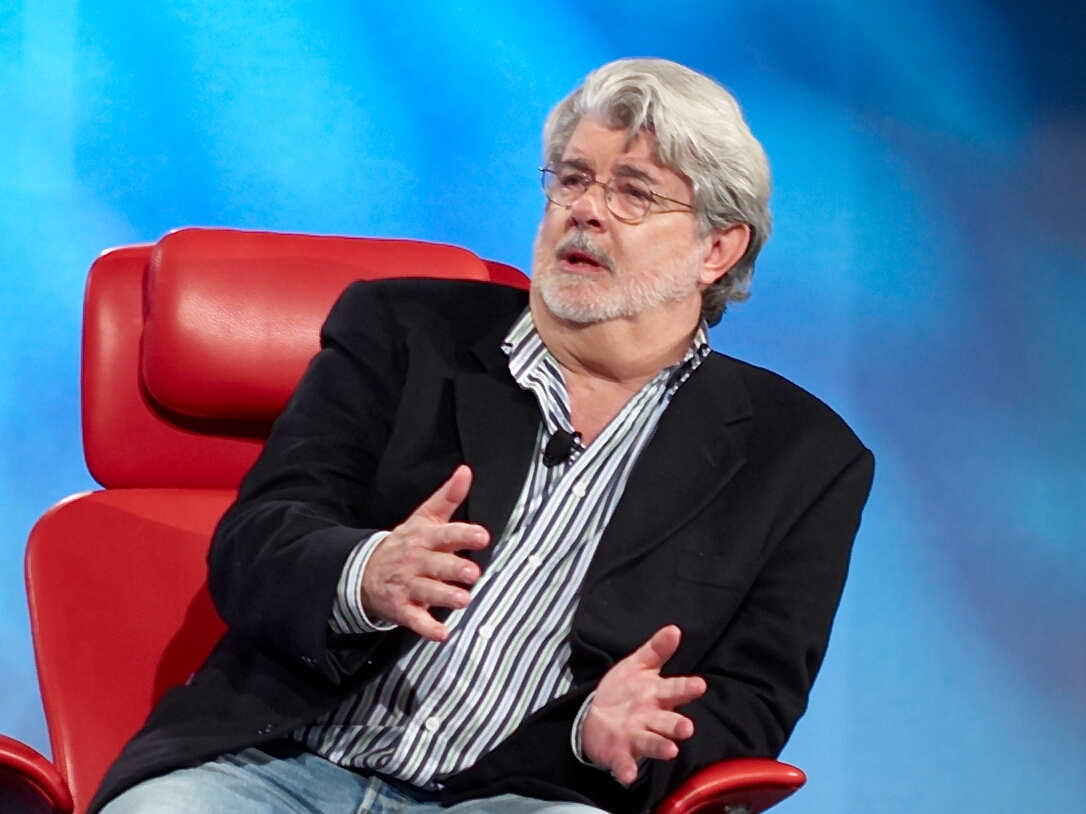
ジョージ・ルーカス監督

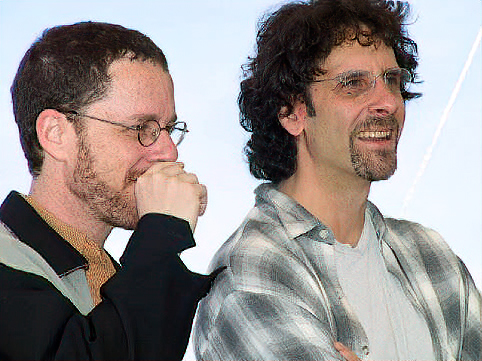
コーエン兄弟

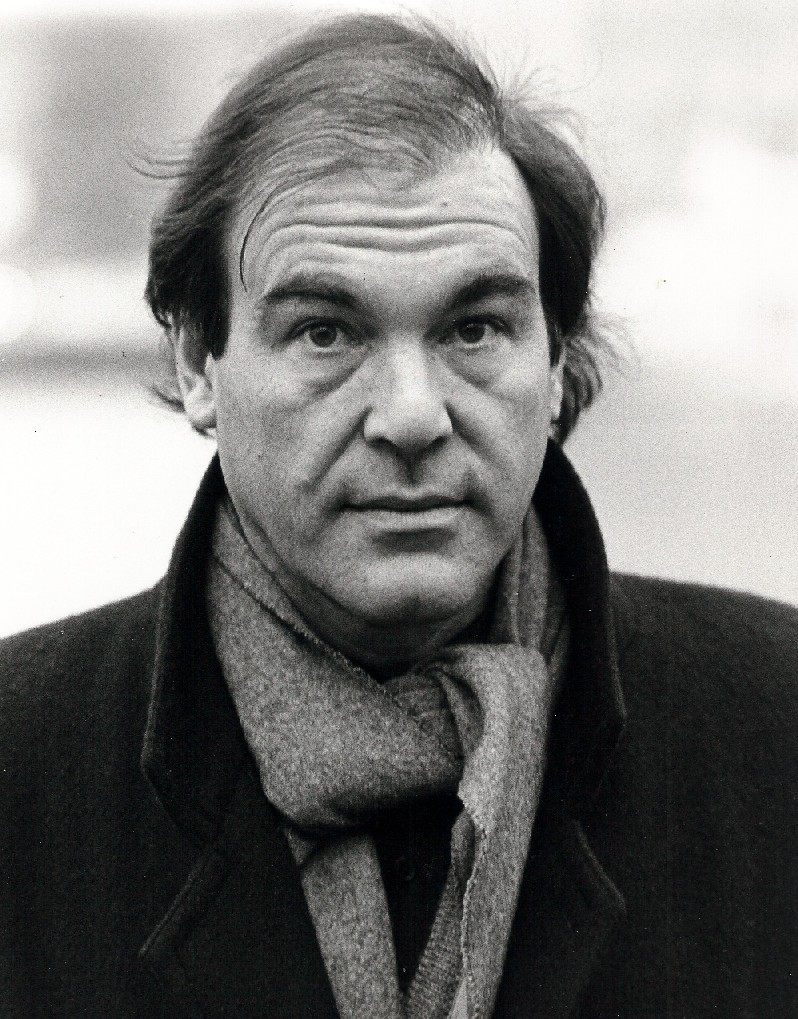
オリバー・ストーン監督

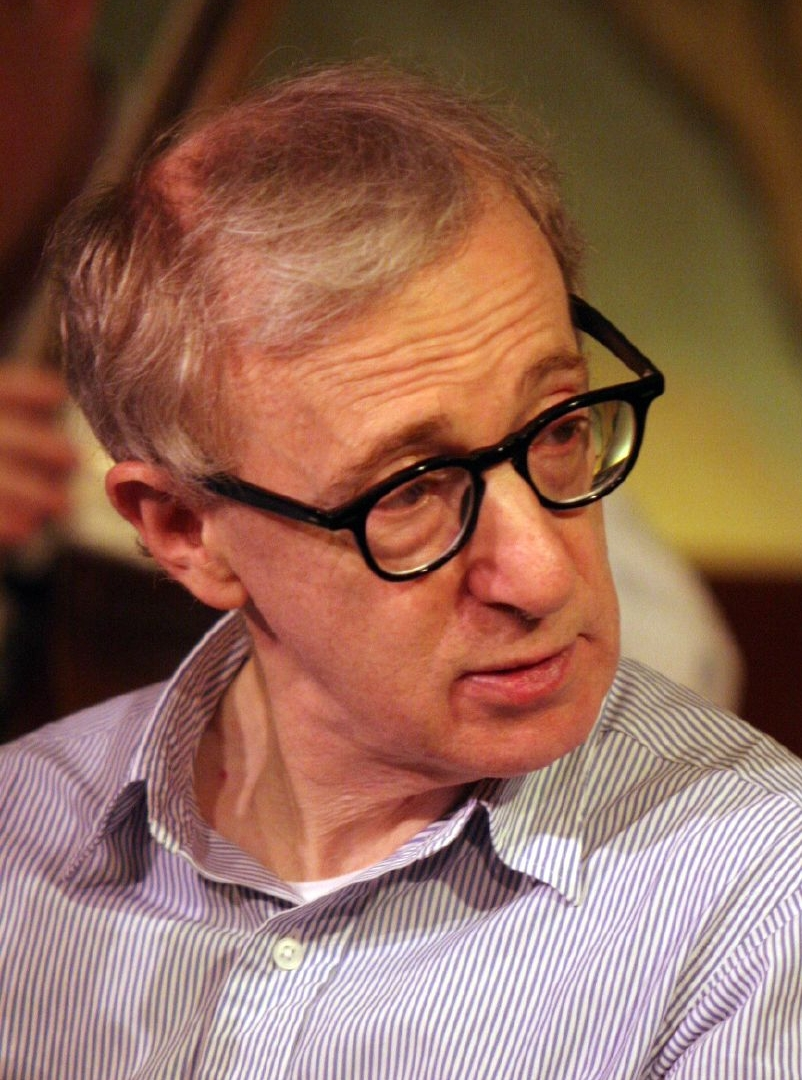
ウディ・アレン監督

### カリフォルニア大学ロサンゼルス校　School of Theater, Film and Television
- フランシス・フォード・コッポラ-監督・脚本家
- ゴア・ヴァービンスキー-監督・脚本家
- アレクサンダー・ペイン-監督
- ティム・ロビンス-監督・俳優
- エリック・ロス-脚本家
- ポール・シュレイダー-監督・脚本家
- ジョエル・シュマッカー-監督・プロデューサー
- ジャック・ブラック-俳優
- ジャスティン・リン-監督・脚本家
- ブラッド・シルバーリング-監督
- シェーン・ブラック-監督・脚本家
- アレックス・コックス-監督・脚本家
- ディーン・カンディ-撮影監督
- ロブ・ライナー-監督・脚本家
- フランク・マーシャル-監督・プロデューサー
- ジョージ・タケイ-俳優
- アレックス・ギブニー-ドキュメンタリー監督
- ピエトロ・スカリア-編集技師
- トム・シャドヤック-監督
- アリソン・アンダース-監督
- トム・スケリット-俳優
- デヴィッド・コープ-監督・脚本家
- オードリー・ウェルズ-監督・脚本家
- キャサリン・ハードウィック-監督・脚本家
- ジョエル・サーノウ-プロデューサー
- カヨ・マタノ・ハッタ-監督・脚本家
- マリシュカ・ハージティ-女優
- ニコラス・ケイジ-俳優
- ジム・モリソン-ミュージシャン

### 南カリフォルニア大学 School of Cinematic Arts
- ジョージ・ルーカス-監督
- ロバート・ゼメキス-監督
- ロン・ハワード-監督
- サム・ペキンパー-監督
- レイ・ハリーハウゼン-監督
- グレッグ・アラキ-監督
- フォレスト・ウィテカー-俳優
- リチャード・エドランド-SFX専門家
- ダン・オバノン-監督、脚本家
- ジョン・カーペンター-監督
- ジョン・タートルトーブ-監督
- キャレブ・デシャネル-監督
- コンラッド・L・ホール-撮影監督
- ジェームズ・アイヴォリー-監督
- ジェームズ・フォーリー-監督
- ジョナサン・キー-俳優
- ダグ・リーマン-監督
- ジョン・ミリアス-監督
- ブライアン・シンガー-監督
- ジョン・シングルトン-監督
- ジョー・ジョンストン-SFX専門家
- スティーヴン・ソマーズ-監督
- ジョン・ノール-VFX専門家
- マイケル・ランドン-監督、俳優、脚本家
- レヴァー・バートン-俳優
- エドワード・ヤン-監督、脚本家
- ジェイソン・ライトマン-監督、脚本家
- キーラ・セジウィック-女優
- グラント・ヘスロヴ-俳優
- ショーン・レヴィ-監督
- トミー・リー・ウォーレス-監督
- アンソニー・マンドラー-映像作家
- クリント・イーストウッド-俳優、監督（名誉卒業生）
- スティーヴン・スピルバーグ-監督（名誉卒業生）

### ニューヨーク大学 Tisch School of the Arts
- ポール・トーマス・アンダーソン-監督
- マーティン・スコセッシ-監督
- ジョエル・コーエン-監督
- サム・ライミ-監督
- スパイク・リー-監督
- マーティン・ブレスト-監督
- ウディ・アレン-監督
- チャーリー・カウフマン-脚本家
- オリバー・ストーン-監督
- M・ナイト・シャマラン-監督
- 関口大輔-映画プロデューサー
- 船原長生-監督

### 日本大学芸術学部映画学科
- 深作欣二-監督
- 倉田準二-監督
- 石原興-監督
- 古厩智之-監督
- 船原長生-監督
- 山本晋也-監督
- 伴一彦-脚本家
- 塚本連平-演出家
- 市川森一-脚本家
- 内藤剛志-俳優
- 佐藤隆太-俳優
- 真田広之-俳優
- ゴリ-芸人
- 桜塚やっくん-芸人

### 大阪芸術大学芸術学部映像学科
- 庵野秀明-監督
- 石川均-監督
- 宇治田隆史-監督
- 小野寺昭憲-監督
- 勝也ケンシ-CMディレクター
- 熊切和嘉-監督
- 田中光敏-監督
- 寺内康太郎-監督
- 橋口亮輔-監督
- 林徹-TVドラマ監督
- 元木隆史-監督
- 山下敦弘-監督

### 日本映画大学映画学部（日本映画学校映像科)
- 三池崇史-監督
- 李相日-監督
- 本広克行-監督
- 小島康史-監督・浜松大学准教授
- 金秀吉-監督・脚本家・大阪芸術大学短期大学客員教授
- 佐々部清-監督
- 細野辰興-監督
- 松江哲明-監督
- 鄭義信-脚本家
- 喜屋武靖-監督
- 山口雄大-監督
- 月野木隆-監督
- 辻裕之-監督
- 谷口悟朗-監督
- ケラリーノ・サンドロヴィッチ-演出家
- 阿部和重-作家
- ウッチャンナンチャン-芸人
- 出川哲朗-芸人